# 10,5 cm FH 98/09
L'obice 10,5 cm Feldhaubitze 98/09 da 105 mm era un pezzo di artiglieria campale entrato in servizio nel 1909, sviluppato dall'Esercito tedesco nei primi anni del Novecento in sostituzione del precedente obice 10,5 mm FH 98.
All'inizio della prima guerra mondiale il FH 98/09 era assegnato all'artiglieria media e pesante dei corpi d'armata operativi dell'esercito tedesco e dimostrò notevole efficacia assicurando un importante sostegno di fuoco alle truppe impegnate nell'avanzata iniziale in Belgio e Francia settentrionale. Durante la guerra si cercò di migliorarlo soprattutto estendendo la gittata di tiro; venne affiancato a partire dal 1916 dal più moderno obice 10,5 cm leFH 16.

## Storia
Prodotto originariamente dalla Rheinmetall con la denominazione di 10,5 cm FH 98; questo obice leggero inizialmente di configurazione molto convenzionale con un sistema di rinculo fisso, riequipaggiò l'esercito tedesco a partire dal 1898. Tra il 1902 e il 1904 venne però ampiamente riprogettato dalla Krupp con un nuovo affusto e soprattutto con un nuovo meccanismo di rinculo. La nuova variante dell'obice venne immessa in servizio nell'esercito tedesco solo nel 1909 con la nuova denominazione di 10,5 cm FH 98/09; tutti gli obici già esistenti vennero modificati secondo il nuovo progetto. Come nel cannone campale da 7,7 cm FK 96 nA, due sedili erano ricavati nello scudo metallico del cannone. All'inizio della prima guerra mondiale, 1.260 obici da 10,5 cm FH 98/09 erano in servizio nell'esercito
Ogni divisione tedesca di prima linea venne equipaggiata, su indicazione del nuovo capo di stato maggiore, generale Helmuth von Moltke, con questi obici; la brigata d'artiglieria della divisione disponeva organicamente di 54 cannoni campali da 7,7 cm FK 96 nA e di un battaglione di obici da 10,5 cm FH 98/09. Durante le prime battaglie sul fronte occidentale gli obici tedeschi da 10,5 e quelli ancor più pesanti da 15 cm sFH 02, dimostrarono una notevole potenza di fuoco e divennero rapidamente molto temuti dai francesi, che li soprannominarono Marmites (pentola a pressione), e dai britannici che li conoscevano come i "Jack Johnsons".
Nonostante la loro efficienza, questi obici leggeri vennero affiancati ed in parte sostituti a partire dal 1916 dai più moderni 10,5 cm leFH 16, che erano dotati di una maggiore potenza del proiettile e di una più lunga gittata, caratteristiche ritenute indispensabili per raggiungere effetti distruttivi contro le complesse posizioni trincerate e fortificate del nemico sul fronte occidentale.

## Munizionamento
Gli obici da 10,5 cm utilizzavano tre differenti tipi di munizioni e i congegni di tiro erano dotati di tre differenti scale metriche e di un disco graduato sia per il fuoco indiretto che per il fuoco diretto. Originariamente l'FH 98/09 impiegava sette cariche di propellente che furono incrementate a otto durante la guerra per estendere al massimo il raggio di tiro.
- Feldhaubitz granate 98: un proiettile ad alto esplosivo da 15,8 kg.
- Feldhaubitz granate 05: un proiettile ad alto esplosivo da 15,7 kg.
- Feldhaubitz schrapnel 98: un proiettile shrapnel da 12,8 kg.